# Nagy fenyvescincér
A nagy fenyvescincér (Monochamus sartor) a cincérfélék családjába tartozó, Európában honos, fenyőfákon élő bogárfaj. 

## Megjelenése
A nagy fenyvescincér hímjének testhossza 25,5-34 mm, a nőstény 24-28,4 mm-es. Az előtor oldalaiból egy-egy kis tüske áll ki, a szárnyfedők oldalvonalai a válltól kezdve szűkülőek. Fekete színű, kissé barnás ércfénnyel. A pajzsocskát sűrű fehéressárga szőr borítja, amely a hosszanti középvonal mentén nem osztott. A szárnyfedők közepe előtt rézsútos, sekély bemélyedés látható. A hím szárnyfedőin nincsenek szürkés szőrfoltok, vagy legfeljebb csak elenyészők (inkább a harántbenyomat mögött); a nőstényen viszont szürkéssárga szőrfoltok találhatók, amelyek általában két harántsávba tömörülnek. A szárnyfedőket gyér, kissé felálló és hosszabb barnás szőrök borítják, amelyek azonban nem fedik el az alapskulptúrát. A hím csápjai kétszer hosszabbak a nőstényénél. 

## Elterjedése és életmódja
Európában honos, főleg Közép-és Kelet-Európában gyakori. A Kárpátokban elterjedt, Magyarországon csak a Dunántúlon (Kőszeg, Sopron, Pécs környékén) található meg. 
Közép-Európában inkább hegyvidéki faj. Lárvája különféle fenyők (elsősorban luc, ritkábban jegenyefenyő és erdeifenyő) meggyengült, beteg vagy nemrég elhalt idős, vastag törzsében él. A fiatal lárva a kéreg alatt rág, míg az idősebb szabálytalan galériáival mélyen behatol a fatestbe és így a fa ipari felhasználásra kevésbé alkalmassá válik. A járatok kialakításánál keletkező, viszonylag hosszú és vaskos forgácsokat, törmeléket a kéregbe rágott lyukakon löki ki. A súlyosan fertőzött törzsek alatt a talajt beborítja a törmelék. Fejlődése két évig tart, majd a második telelés után tavasszal bebábozódik, majd még a lárva által rágott, 8-12 mm-es, kerek lyukakon másznak ki a külvilágba. Az imágók június végétől szeptember elejéig rajzanak, többnyire kivágott fenyőtörzseken, rönkökön, az árnyékos oldalon vagy fekvő törzsek alján tartózkodnak, a vékony fenyőgallyak kérgével táplálkoznak. 

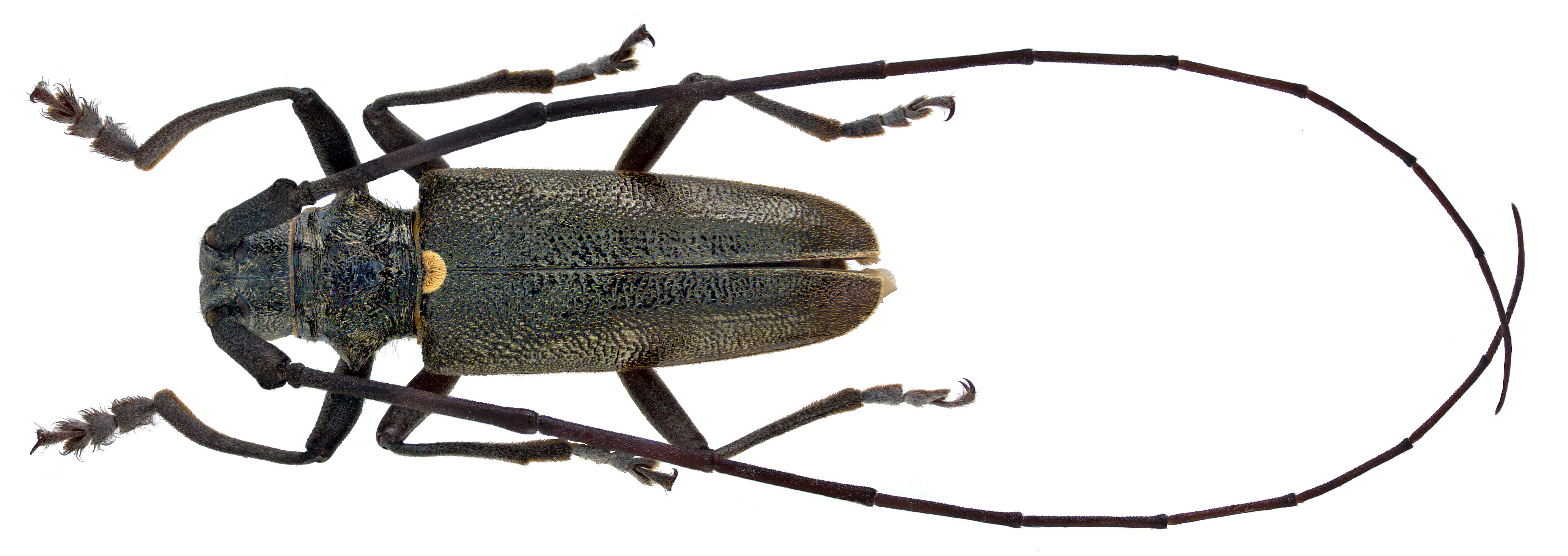
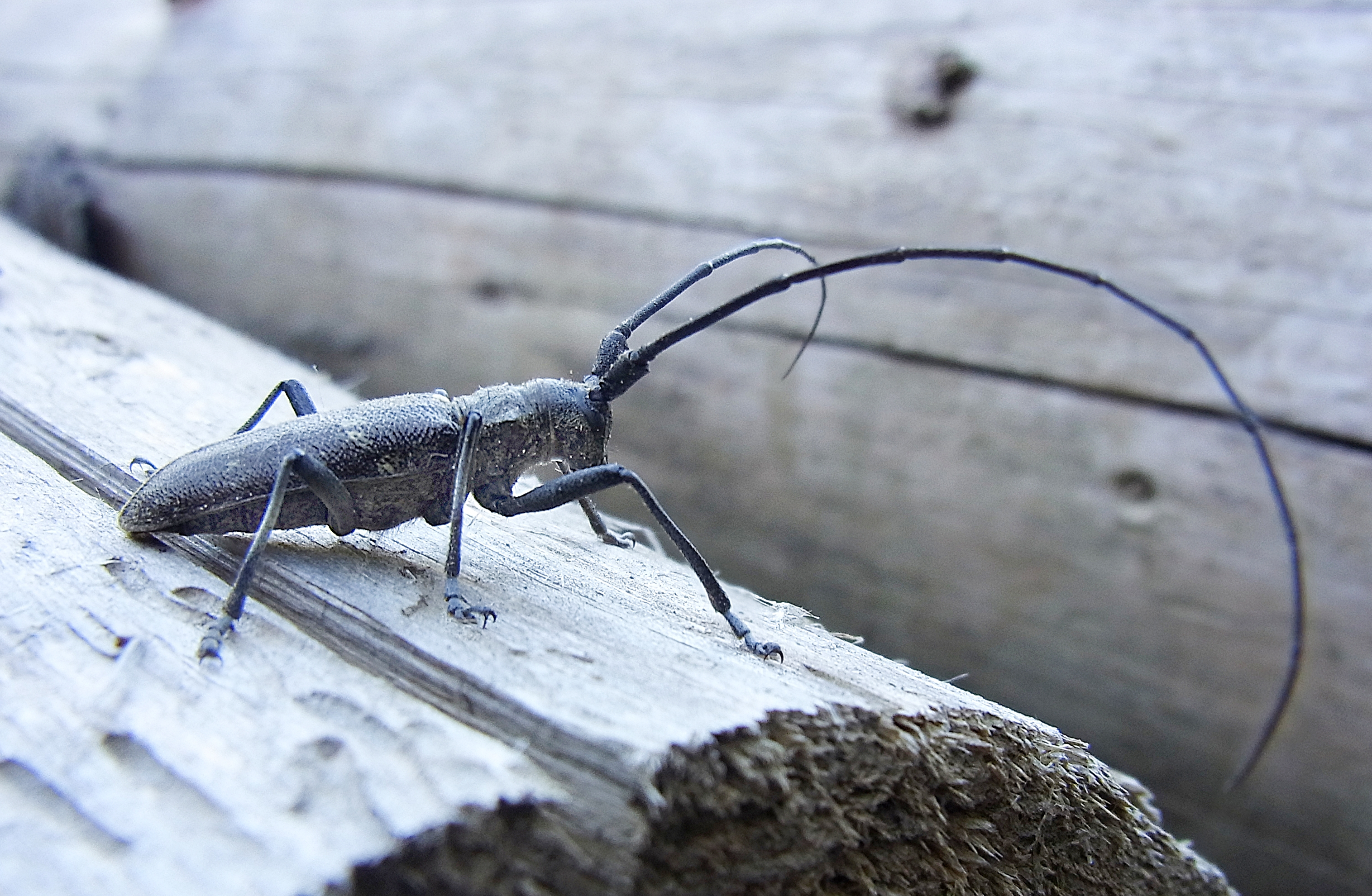
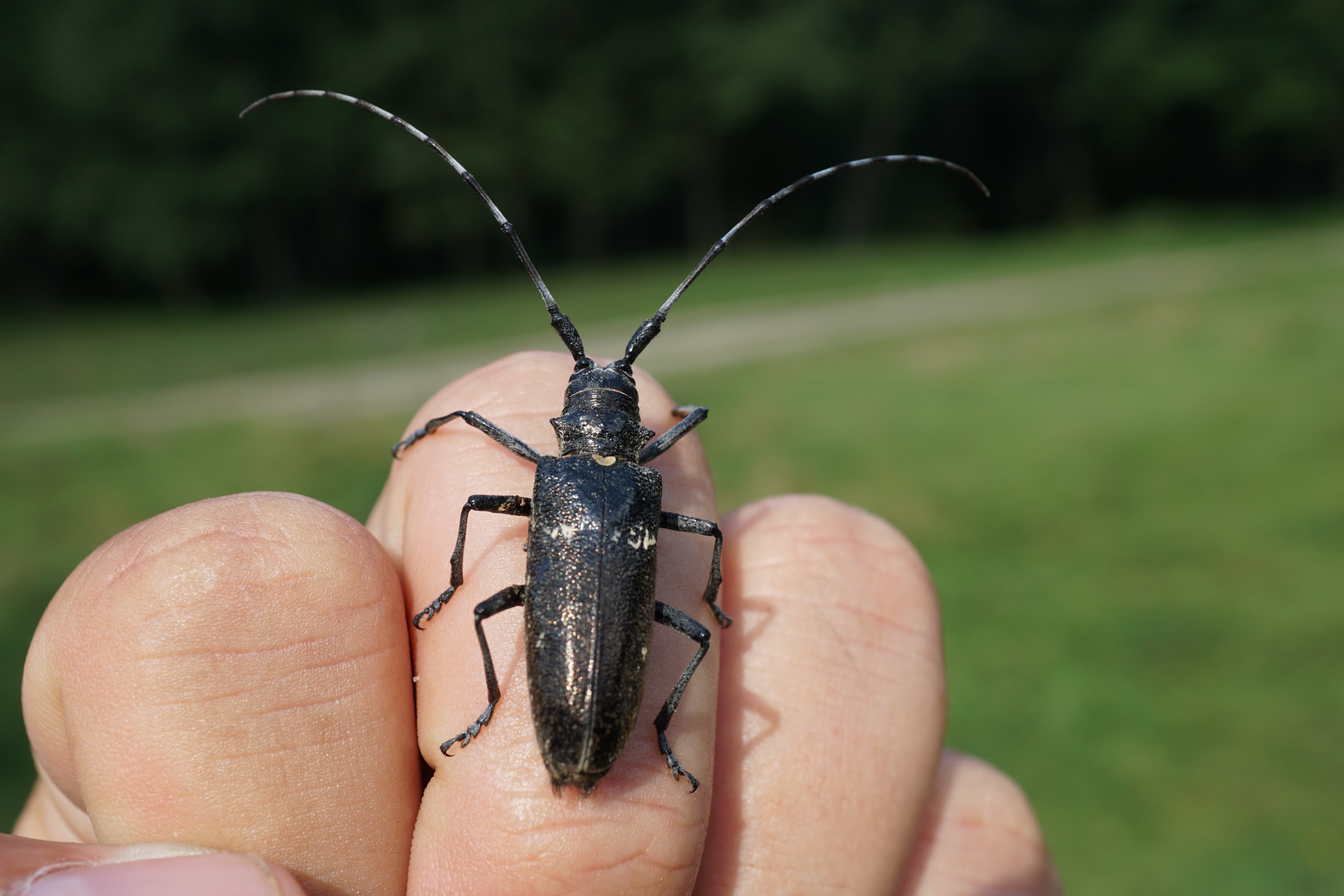
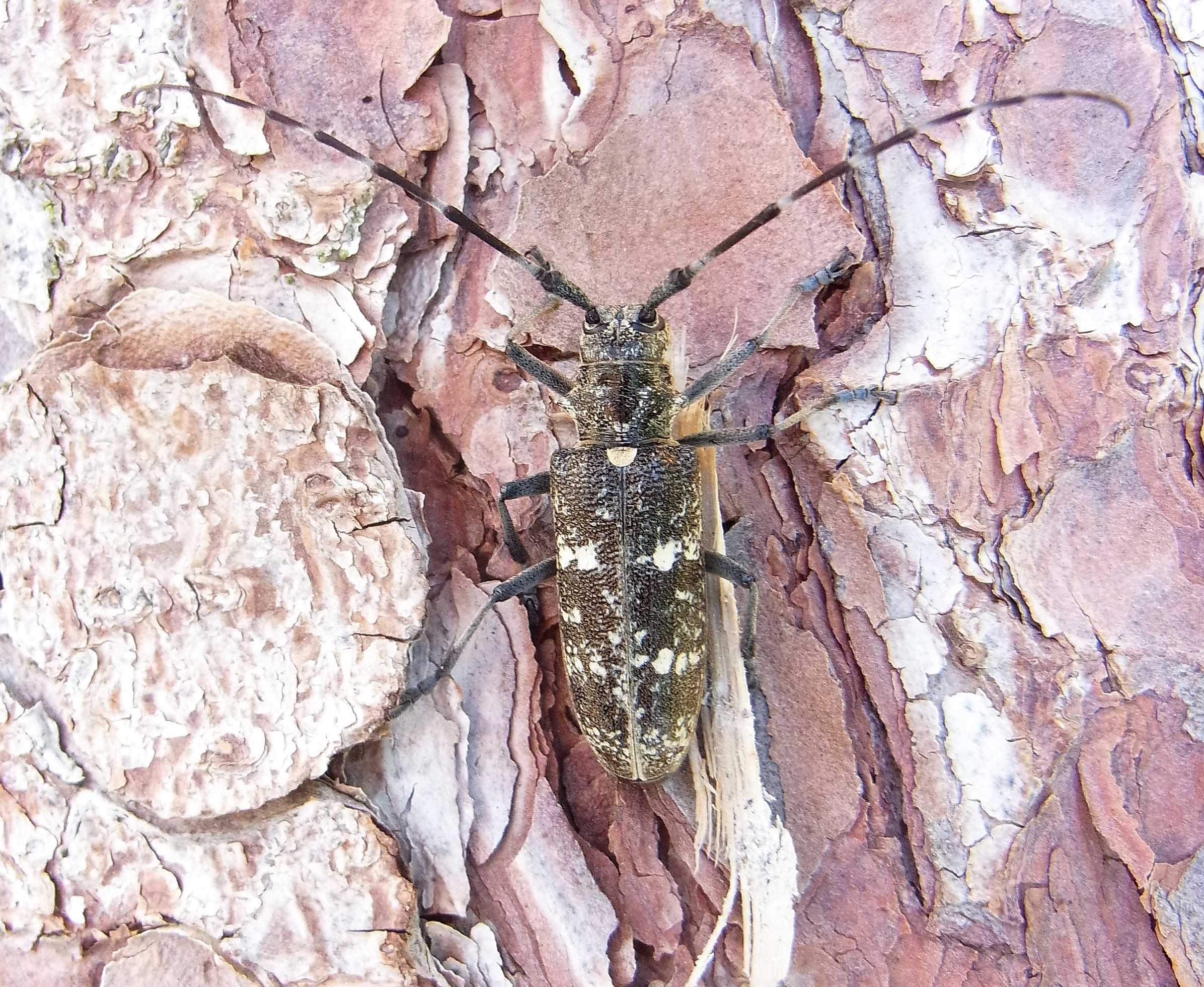
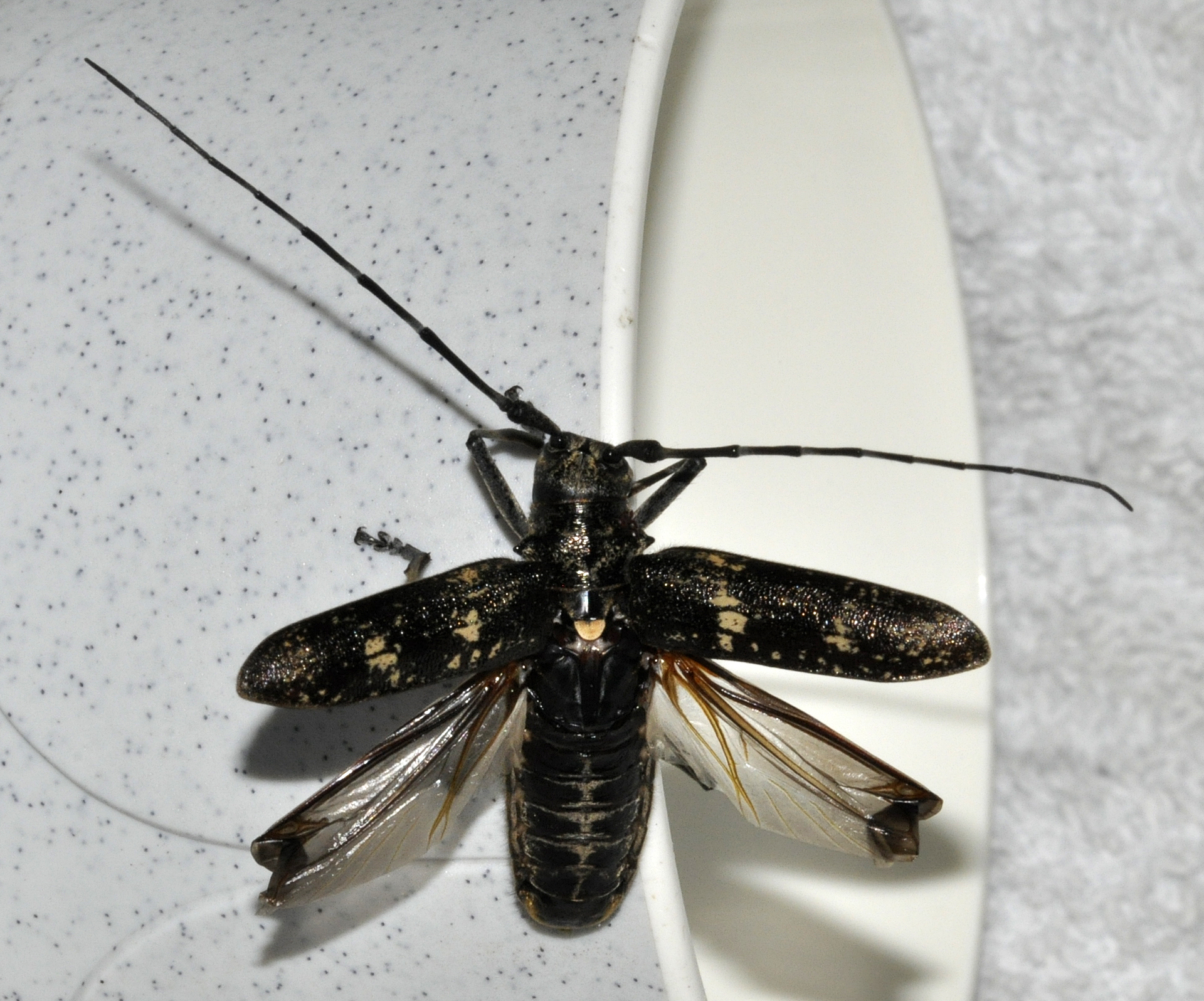

Magyarországon nem védett.